# Osiedle 1000-Lecia (Rzeszów)
Osiedle 1000-lecia – osiedle nr XI miasta Rzeszowa. Powstało w 1965 na terenach dawnej Ruskiej Wsi wydzielonych wówczas z osiedla Staromieście.
Pierwsze trzy budynki mieszkalne na os. 1000-lecia – punktowce przy ul. Marszałkowskiej – zostały oddane do użytku 30 czerwca 1965. Wśród ich mieszkańców znalazło się 120 osób, których chałupy wywłaszczono i wyburzono pod nową zabudowę.
W zabudowie osiedla przeważają bloki wielorodzinne. W jego centrum, przy ulicy Rycerskiej znajduje się rzeszowski Szpital Miejski im. Jana Pawła II, a także siedziba Powiatowego Urzędu Pracy w Rzeszowie (ul. Partyzantów), Okręgowego Inspektoratu Pracy (ul. Stanisława Maczka 4) oraz II Urzędu Skarbowego (ul. Siemieńskiego). Osiedle znajduje się w bliskiej odległości od dworca głównego PKP i PKS, a także staromiejskiego Rynku i największego rzeszowskiego centrum handlowego Galerii Rzeszów.
Liczba mieszkańców:
- 1 stycznia 2010 – 9005,
- 10 maja 2019 – 8664,
- 31 października 2019 – 8700,
- 18 lutego 2021 – 8505[2].

Placówki edukacyjne:
- Uniwersytet Rzeszowski, Wydział Medyczny Instytut Fizjoterapii – ul. Warszawska 26a
- Zespół Szkół Spożywczych im. dra Tadeusza Rylskiego – ul. Warszawska 20
- Gimnazjum Nr 10 im. Tadeusza Kościuszki – ul. Partyzantów 10A
- Szkoła Podstawowa nr 19 im. Piotra Skargi – ul. Piotra Skargi 3
- Przedszkole nr 15 – ul. J. Kochanowskiego 26, Filia – ul. Podchorążych 3
- Przedszkole nr 16 – ul. J. Kochanowskiego 24
- Miejski Żłobek Nr 1 – ul. Piękna 18

Placówki medyczne:
- Szpital Miejski im. Jana Pawła II (ul. Rycerska 4)
- Podkarpackie Centrum Chorób Płuc w Rzeszowie (ul. Rycerska 2)
- Wojewódzki Ośrodek Terapii Uzależnień w Rzeszowie (ul. Siemieńskiego 17)